# Oxybuprocaine
Oxybuprocaine (INN), còn được gọi là benoxin hoặc BNX, là một loại thuốc gây tê cục bộ kiểu ester, được sử dụng đặc biệt trong nhãn khoa và tai mũi họng. Oxybuprocaine được Novartis bán dưới tên thương hiệu Novesine hoặc Novesin.
An toàn để sử dụng trong thai kỳ và cho con bú chưa được làm rõ.

## Công dụng
Nó được dùng trong nhãn khoa để làm tê bề mặt mắt (các lớp ngoài cùng của giác mạc và kết mạc) cho các mục đích sau:: thực hiện một lần đo nhãn áp, cho các phẫu thuật nhỏ, loại bỏ các vật lạ nhỏ từ lớp trên cùng của giác mạc hoặc kết mạc;
Nó được dùng trong tai mũi họng để gây tê màng nhầy của lỗ mũi và hầu họng, cho mục đích chẩn đoán và các phẫu thuật nhỏ,, để làm tê các màng nhầy của phế quản, ví dụ như trong nội soi phế quản, và thực quản, ví dụ trong đặt nội thực quản.

## Dược động học
Gây mê bắt đầu với độ trễ từ 30 đến 50 giây và kéo dài trong khoảng 10 đến 30 phút, tùy thuộc vào tưới máu. Thuốc được chuyển hóa bởi các este trong huyết tương và gan.

## Tác dụng phụ
Khi được sử dụng quá mức, oxybuprocaine như bất kỳ thuốc gây tê tại chỗ nào khác được sử dụng trong mắt và trên màng nhầy (như ví dụ tetracaine, proxymetacaine và proparacaine) có thể gây kích ứng, mẫn cảm, sốc phản vệ, tổn thương giác mạc không thể đảo ngược. (Sử dụng quá mức có nghĩa là nhiều lần một ngày trong vài ngày hoặc thậm chí vài tuần.)

## Tương tác
Oxybuprocaine không tương thích với muối bạc và thủy ngân, cũng như các chất base. Nó cũng làm giảm tác dụng kháng khuẩn của sulfonamid.